# Кырничева, Мельпомена
Мельпоме́на Димитрова Кырничева (болг. Мелпомена Кърничева, макед. Мелпомена Крничева, 16 марта 1896, Крушево, Османская империя — 1964, Рим, Италия) — болгарская революционерка — террористка, член ВМРО, супруга руководителя ВМРО Ивана Михайлова. Известна под партийной кличкой Менча. По национальности аромунка.

## Биография

### Рождение и юность
Мельпомена родилась в городе Крушево, ныне Северная Македония, в семье аромунского торговца, имевшего бизнес в Софии. Её прадед по женской линии был болгарский священник из Крушева, убитый турками.
В 1918 году Мельпомена училась в Мюнхене и входила в кружок видного болгаро-македонского революционера — социалиста и террориста Тодора Паницы. Она стала активисткой женского движения за освобождение Македонии.

### Убийство Паницы
Разочаровавшись в левом крыле македонского движения из-за его тесных связей с Коминтерном, Менча вступает в ВМРО и предлагает руководству организации устранить Паницу, находившегося в эмиграции в Вене.
Приехав в Вену, Кырничева входит в доверие к семье своей жертвы и 8 мая 1925 года в Бургтеатре убивает Паницу.
По приговору австрийского суда, Менча была осуждена на 8 лет заключения, но уже к концу года решением Верховного суда Австрии выпущена из тюрьмы из-за плохого состояния здоровья — туберкулёза и других болезней.

### Личная жизнь
25 декабря 1926 года Менча выходит замуж за руководителя ВМРО Ивана Михайлова. По некоторым сведениям, убийство Паницы было условием для брака со стороны Михайлова.

### Эмиграция
В 1934 году вместе с мужем Менча удалилась в эмиграцию, жила в Турции, Польше, Независимом Государстве Хорватия, Испании и Италии. Умерла от болезни в Риме.